# Пушкин, Валентин Николаевич
Валентин Николаевич Пушкин (11 августа 1935, Архангельск — 20 июля 2003, Северодвинск, Архангельская область) — советский хоккеист с мячом и футболист, нападающий; тренер по хоккею с мячом.

## Биография
Валентин Пушкин родился 11 августа 1935 года в городе Архангельск.
Играл в хоккей с мячом на позиции нападающего. Начал заниматься в 1949 году в Архангельске в детской команде Дома флота, с 1952 года продолжил обучение в юношеской команде «Водника». Выступал за ленинаканский Дом офицеров (1955—1958), архангельские «Динамо» (1958—1959) и «Водник» (1959—1960) и северодвинский «Север» (1960—1971).
В составе ДО дважды стал чемпионом Армянской ССР (1957—1958), в составе «Севера» в 1966 году выиграл чемпионат РСФСР. В чемпионатах СССР провёл около 5 матчей.
Параллельно играл в футбол. В 1963—1966 годах выступал за северодвинский «Север» в чемпионате Архангельской области. В сезоне-64 стал завоевал золото турнира.
По окончании игровой карьеры стал тренером по хоккею с мячом. В 1970—1975 годах был главным тренером «Севера».
Умер 20 июля 2003 года в Северодвинске.